# Cladosporium pericarpium
Cladosporium pericarpium är en svampart som beskrevs av Cooke 1883. Cladosporium pericarpium ingår i släktet Cladosporium och familjen Davidiellaceae.   Inga underarter finns listade i Catalogue of Life.